# Girolamo Amati
Pour les articles homonymes, voir Girolamo Amati (écrivain) et Amati.
Pour les autres membres de la famille, voir Famille Amati.

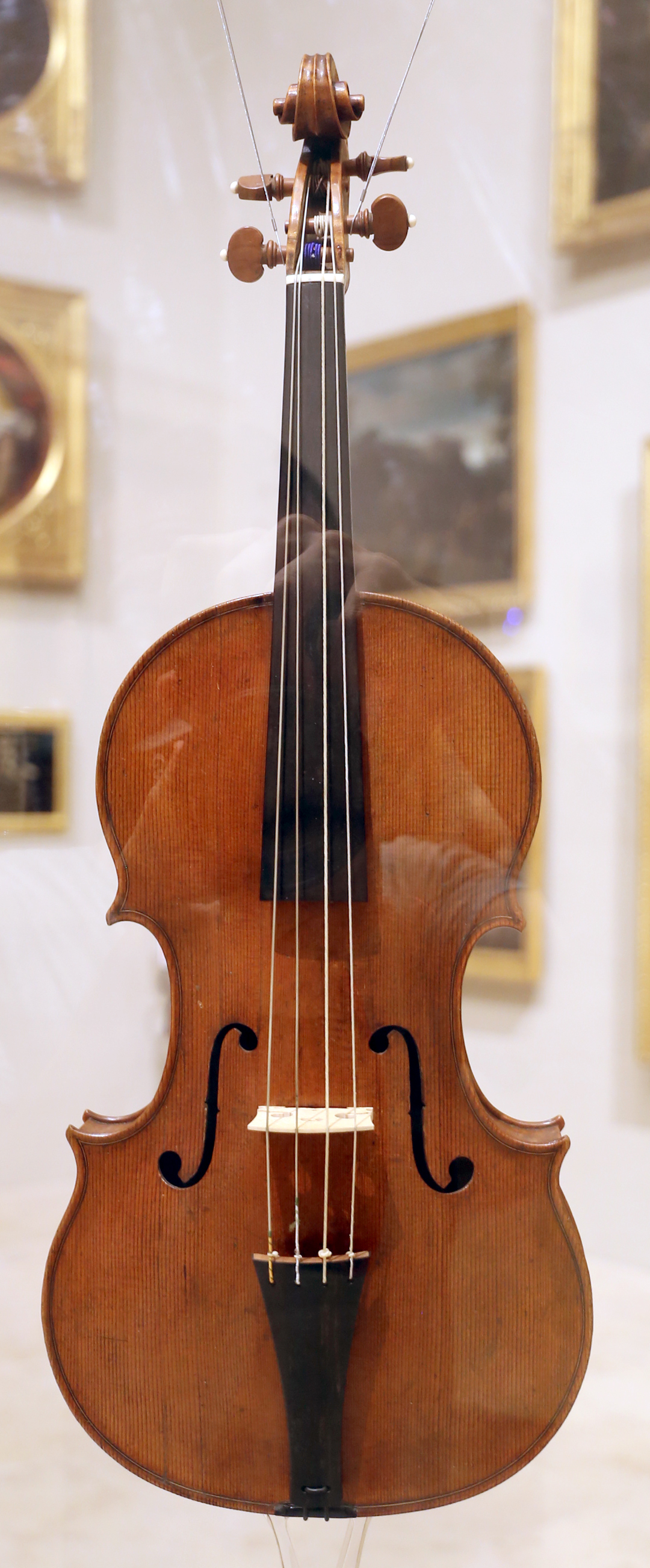
Viola, 1625, Galleria Estense, Modène

Girolamo Amati (Crémone, 1561-1630) est un luthier italien, actif de 1580 à 1630.

## Biographie
Fils cadet d'Andrea Amati et frère d'Antonio Amati, Girolamo a travaillé, probablement à partir de 1575, avec son frère, dans l'atelier de son père. Avec ce dernier, il a affiné sa technique de construction et son style. Pendant une dizaine d'années, ils ont cosigné leurs œuvres avec leurs prénoms latinisés : « Antonius & Hieronymus Amati »
Girolamo a très légèrement augmenté la taille de ses instruments, par rapport à ceux de son père.
Son fils, Niccolò Amati (1596-1684), qu'il forma à l'atelier, fut le maître d'Andrea Guarneri et sans doute d'Antonio Stradivari.

## Sources
- William Henley, The Universal Dictionary of Violin and Bow Makers, Brighton, Amati, 1973.